# Provincia Rieti
Rieti este o provincie în regiunea Lazio, Italia.